# Charles François Filon
Pour les articles homonymes, voir Filon (homonymie).
Charles François Filon, né le 17 novembre 1757 à Paris, mort le 10 septembre 1832 à Abbeville (Somme), est un général français de la Révolution et de l’Empire.

## États de service
Il entre en service le 22 janvier 1775, comme soldat au régiment du Rouergue-infanterie, et le 6 août 1781, il achète son congé. Le 1er janvier 1782, il entre dans l’administration de la marine, et il est employé comme surnuméraire au port de Brest. Le 3 décembre 1784, il devient officier d’administration de la marine, et il fait sur mer, les campagnes de 1786 et 1787 ainsi que les campagnes de 1790 et 1791, comme officier comptable sur les vaisseaux de l’état.
Le 1er novembre 1791, il est nommé lieutenant-colonel, commandant en chef le 1er bataillon de volontaires du Finistère, et il fait avec son unité, les campagnes de 1792 et 1793 à l’armée du Nord. Il commande aux sièges de Lille, d’Anvers et de Wilhelmstadt en mars 1793, et à la Bataille de Hondschoote le 8 septembre 1793, où il est blessé et renversé de cheval.
Il est promu général de brigade le 27 septembre 1793, il commande en cette qualité le camp sous Cassel. Il est suspendu de ses fonctions, comme suspect, à cause de son alliance avec une famille noble, mais le 22 avril 1795, cette suspension est levée, et le 7 octobre 1796, il est autorisé à prendre sa retraite. Il se retire à Bruges département de la Lys.
En vertu du décret du 30 septembre 1805, sur l’organisation des gardes nationales, il reçoit du préfet de ce département, le brevet de chef de cohorte de la garde nationale de Bruges, et il concourt en 1806 et 1807, à la défense des côtes de Flandre. En 1809, lors de l’invasion anglaise en Zélande, il est chargé par le général Olivier, commandant la 16e division militaire et l’aile gauche de l’armée des côtes de l'Océan, de s’occuper de l’organisation des gardes nationales départementales, qui arrivaient en masse sur Bruges, et de les diriger sur tous les points qui lui seraient indiqués. Il remplit sa mission avec le plus grand zèle, et sans en recevoir d’indemnité.
Le 25 juillet 1812, il quitte Bruges pour Bruxelles, chef-lieu du département de la Dyle, et lors de la première entrée des alliés en France en 1814, il quitte la Belgique, et il vient s’établir à Abbeville, le 4 août 1814. Le 14 février 1815, lors de la première Restauration, le roi Louis XVIII, le fait chevalier de la Légion d’honneur.
Il meurt le 10 septembre 1832 à Abbeville.

## Sources
- (en) « Generals Who Served in the French Army during the Period 1789 - 1814: Eberle to Exelmans »
- « Cote LH/974/4 », base Léonore, ministère français de la Culture
- Baptiste-Pierre Jullien de Courcelles, Dictionnaire historique et biographique des généraux français : depuis le onzième siècle jusqu'en 1822, vol.6, l’Auteur, 1822, 500 p. (lire en ligne), p. 54.